# 中山吾一
中山 吾一（なかやま ごいち、1900年 - 1995年）はカナダで活動した聖公会の司祭。
19歳で単身カナダに渡り、英国人の牧師の説教を契機に神学を学び、聖公会の司祭となった。伝道活動に生涯を捧げ、参事司祭（Canon）の称号をたまわり、イギリス女王エリザベス2世から銀メダルを授与された。娘は詩人・作家のジョイ・コガワ。

## 生涯
1900年（明治34年）、愛媛県喜多郡蔵川村（現 大洲市）に生まれた。14歳の時、京都に上洛。新聞配達をしながら京都市左京区聖護院にあった京都正則予備学校（現在の京都両洋高等学校）に学び、ここで中根正親（後の両洋学園長）に邂逅した。1918年（大正7年）同校を卒業後、立命館大学予科に進学したが、ある日、日本を離れて世界に雄飛しようとの大志を立て、バンクーバー在住のおばを頼って単身カナダへ渡った。
1920年（大正9年）、聖公会の英国人神父ウィルバーフォース・クーパーの説教を聴き、キリスト者になろうと決意し、神学を修めて聖公会の神父になり伝道活動を開始した。第二次世界大戦時ブリティッシュコロンビア州スローカンで3ヶ年の強制収容所生活を強いられたが、収容所内でも伝道活動を続け、戦後アルバータ州コールデールに強制移住させられたのちも福音の伝道に挺身し、日系移民への献身的な伝道はもちろん、日本人・白人合同の教会の牧師として活躍した。1948年、日本との友好関係促進のためカナダ友好協会を設立。1966年に参事司祭の称号を授けられ、1974年にはトルドー・カナダ首相より表彰を受け、1978年には、英国女王エリザベス2世より表彰され銀メダルを授与された。1996年、バンクーバーで没した。
収容所時代の体験を半自伝的小説『失われた祖国』（原著名を『Obasan』といい、カナダ文学賞、米国図書賞など5つの文学賞を獲得したベストセラー）としてまとめたのは、娘のジョイ・コガワである。

## 論争
中山さんは94歳のときに、ブリティッシュコロンビア州バンクーバーの自宅から、1994年12月28日付けの手紙をタイプしました。そこで彼は小児性愛を認め、「性的悪行」と呼んで児童虐待を認めました。彼はこの手紙をカナダ聖公会カルガリー教区に渡し、 バリー・カーティス主教から不道徳の罪で起訴され、司祭として引退した。カナダ聖公会ニューウェストミンスター教区のウェブサイトに完全な手紙が掲載されました。次のテキストで。司祭に対して刑事告発は行われず、彼の犯罪と有罪の承認はない警察に通報した。中山の性的違法行為の刑事訴訟におけるカナダ聖公会による不作為は、カナダ聖公会の性的虐待事件における当局による怠慢のパターンに従った。司祭を保護するこのパターンと教会のイメージは、ローマカトリック教会での児童の性的虐待事件の処理と類似しています。
親愛なる友人、
過去に行ったことをお詫び申し上げます。私はミスを犯しました。私の性的な悪い行動を伴う私の道徳的な生活。たくさんの方に心からお詫び申し上げます。私の過去の過ちを許していただければ幸いです。あなたが今幸せな生活を送っていることを願っています。
敬具、
G.G.中山

英語の元のテキスト：
Dear Friends,
I am very sorry to apologize what I did in the past. I made mistake. My moral life with my sexual bad behaviour. I sincerely sorry what I did to so many people. I hope you forgive me my past mistake. 
I hope you live a happy life now.
Yours sincerely,
G. G. Nakayama

ジョイ・コガワ、カナダ人作家、G.G。中山さんの娘は、子どもの性的虐待や暴行を知り、父親と対峙し、司祭としての60年間の在職期間中、未就学児から青年まで、約300人の子ども（主に男子）を虐待したことを知りました。中山の虐待を取り巻く情報の多くは、ジョイ・コガワの小説から来ています。小川は、中山での彼女の人生経験と、エレガントな半架空の物語を作成するための主要なプロット要素としての収容所を利用しています。 「TheRainAscends」、「Gently to Nagasaki」から、小川は性的虐待と父親の遺産との闘いを中心に据えています。中山はまた、彼自身、児童の性的暴行の犠牲者でした。

## 著書
- 『神の声を聴く時』
- 『美しき信仰物語』（日本人聖公会文書伝道部、1936年）
- 『米国・ハワイ伝道の旅』（カナダ日系人聖公会文書伝道部、1958年）
- 『わが体験を語る』（カナダ日系人聖公会文書伝道部、1959年）
- 『私の実行している健康法』（カナダ日系人聖公会文書伝道部、1960年）
- 『健康と食物』（カナダ日系人聖公会文書伝道部、1962年）
- 『栗実る郷』（カナダ日系人聖公会文書伝道部、1965年）
- 『主の幻に導かれて』（聖公会出版、1982年）
- 『新しい天と新しい地』（聖愛刊行委員会、1986年）
- 『一世』（聖愛刊行委員会、1987年）
- 『永遠の旅』（聖愛刊行委員会、1987年）